# Chersodromia insignita
Chersodromia insignita är en tvåvingeart som beskrevs av Axel Leonard Melander 1945. Chersodromia insignita ingår i släktet Chersodromia och familjen puckeldansflugor.
Artens utbredningsområde är Kalifornien. Inga underarter finns listade i Catalogue of Life.